# Strigiphlebia flavirena
Strigiphlebia flavirena là một loài bướm đêm trong họ Noctuidae.